# Bagni di Lucca
Bagni di Lucca è un comune italiano di 5 515 abitanti della provincia di Lucca in Toscana.

## Storia
Le più antiche presenze umane nella valle, ricavate da alcune tracce rinvenute presso le grotte di Ponte Maggio, risalgono all'età del bronzo. Successive presenze, rinvenute in tombe liguri presso Montefegatesi, sono databili all'VIII secolo a.C. Il territorio era abitato da popolazioni autoctone che si sono in seguito fuse con gli Etruschi (nel fondovalle) e con i liguri (nelle parti montane).
Benché la presenza romana abbia lasciato pochi manufatti, è databile fin dal III secolo a.C. e in modo più stabile nel II secolo a.C., quando Lucca diventa un'importante colonia romana. La presenza dei coloni romani è riscontrabile anche nella toponomastica dei luoghi: Brandeglio, Villa Terenziana, Vico Pancellorum, Lugliano, Palleggio, Vetteglia, Casabasciana, Benabbio, Ponte a Diana, Corsena (con la lapide del Centurione), ecc.
Presso le terme, la leggenda narra dell'esistenza del culto di divinità celtiche protettrici delle acque, mentre la presenza in valle del culto di Diana è testimoniata dal suo tempio, sopra il quale venne edificata la chiesa di San Cassiano di Controni.
Dopo la caduta dell'Impero Romano anche la valle subì le invasioni barbariche, che causarono inenarrabili sofferenze per le popolazioni. Il dominio dei Longobardi fin dal 570 e la successiva unione della popolazione romana con i germani portò alla ripopolazione di luoghi montani ritenuti più salubri e difendibili.
Con la conversione al cristianesimo nel 603 si avranno le divisioni ecclesiastiche del territorio tuttora vigenti (pieve dei Monti di Villa "Villa Terenziana", pieve di Controni, pieve di Vico Pancellorum, pieve di Casabasciana).
La divisione in domini di potenti consorterie di origine longobarda dominerà fino all'avvento dei Franchi e la divisione in feudi resterà inalterata fino alla penetrazione del Comune di Lucca nella valle.
I Suffredinghi dominarono Fornoli e Lugliano, i Porcareschi governarono i Monti di Villa, Montefegatesi e Corsena fino a Lucchio, mentre la Controneria (cioè "luogo di contro") fu amministrata dai Palleschi, un ramo dei Porcareschi. Infine i Lupari dominarono da Benabbio a Brandeglio, Casabasciana, Crasciana, Casoli, Cocciglia, Limano, e Vico Pancellorum.
Tracce documentarie, che risalgono dal VII fino al X secolo, concernenti tali località, sono presenti presso gli archivi sia di Stato che arcivescovili di Lucca.
La penetrazione di Lucca nella valle era praticamente totale già dal 1215. Nello Statuto del Comune di Lucca del 1308 troviamo infatti tutta la valle riunita in una vicaria denominata Val di Lima, che seguirà le vicende non sempre pacifiche dello stato di Lucca fino al 1847.

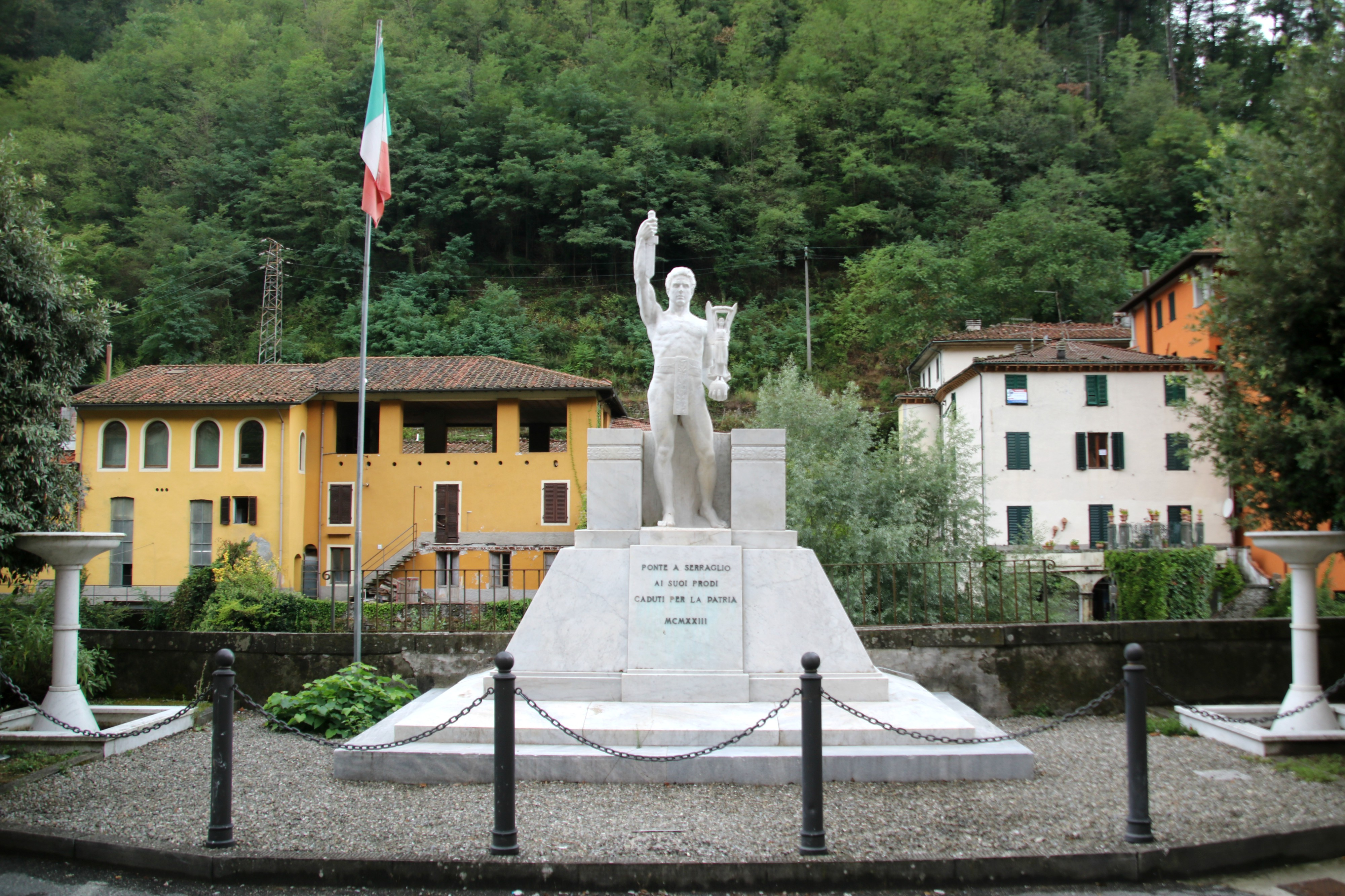
Monumento ai caduti di Ponte a Serraglio

### Il campo di concentramento (1943-44)
Negli anni della seconda guerra mondiale, tra il 1941 e il 1943, Bagni di Lucca era stato luogo di internamento civile per un gruppo di una trentina di profughi ebrei (tra cui diverse famiglie con bambini). Nonostante le difficili condizioni di vita, la piccola comunità si era ben integrata nel paese, accolta in abitazioni private. Tutto questo cambiò l'8 settembre 1943 con l'occupazione tedesca e la Repubblica Sociale Italiana. Nel dicembre 1943 nell'edificio dell'ex Grande Albergo "Le Terme", in località Bagni Caldi, fu stabilito un campo di concentramento provinciale per gli ebrei come premessa alla loro deportazione. Vi furono rinchiusi 57 ebrei provenienti da Castelnuovo Garfagnana. Degli ebrei internati a Bagni di Lucca 8 furono arrestati, 2 scelsero il suicidio, gli altri erano riusciti in qualche modo a darsi alla fuga. Ai detenuti si aggiunsero anche una trentina di ebrei italiani arrestati nella zona. Un disperato tentativo dei partigiani di liberare il campo fallì perché prima che lo si potesse mettere in atto i detenuti furono trasferiti il 25 gennaio 1944 alle carceri di Firenze e di lì a Milano e quindi il 6 febbraio 1944 ad Auschwitz dove quasi tutti trovarono la morte.

### Le terme e il turismo
Le prime notizie delle terme di Bagni di Lucca si datano al Primo Triumvirato nel 56 a.C., quando Cesare, Pompeo e Crasso si divisero il mondo e poi vennero a passare le acque a Bagni di Lucca. Questo narra la leggenda; è comunque certo che all'epoca della Roma repubblicana le terme fossero già conosciute.
Con la caduta dell'Impero romano d'Occidente anche le terme decaddero e l'abbandono della popolazione del fondovalle per luoghi montani più sicuri portarono ad un rapido abbandono delle fonti terapeutiche.
I Longobardi riscoprirono le virtù miracolose delle acque, ma solo durante il periodo della contessa Matilde ci sarà un restauro e un nuovo sviluppo degli stabilimenti termali.
La vicinanza delle terme alla via Francigena, che coincideva con l'antica via Clodia Nuova che da Lucca conduceva in Emilia, portava una notevole massa di viandanti, pellegrini e mercanti che si recavano sia a Roma che in Francia.
Fin dai primi anni del XIII secolo Lucca si impadronì stabilmente della zona termale, ben consapevole del valore delle terme come luogo di soggiorno e cura, e con lo statuto del Comune di Lucca del 1308 ne regolamentò l'amministrazione sia pubblica che termale.
Nel nuovo statuto di Lucca del 1331 un intero capitolo è dedicato alle terme. Ai vicari che vi soggiornano durante il periodo estivo o delle balneazioni (da maggio a ottobre), si raccomanda che le osterie e gli alberghi (i chiusi) siano ben forniti di cibi e bevande e di attendere all'igiene dei luoghi, affinché i “forestieri” siano ben accolti.
La fama curativa delle acque, divulgata da tutti quei frequentatori che per tutto il Medioevo giungevano o passavano per la nostra valle, fecero sì che dal XV secolo in poi le terme dei Bagni di Lucca fossero le più famose e frequentate in Europa, anche da medici famosi come Gentile da Foligno e Ugolino da Montecatini, che nel suo trattato sulle acque del 1417 descrive dettagliatamente gli stabilimenti e l'efficacia delle cure.
Fin dal 1469 la direzione delle terme veniva infatti affidata a medici di indubbia fama, e tutti gli statuti della Repubblica di Lucca confermano le prescrizioni riguardo al buon funzionamento delle terme e dell'indotto, tanto che la diplomazia lucchese userà moltissimo le proprietà curative delle acque inviandone in dono a tutte le corti europee.
Questa tradizione di acquistare acqua sia da bibita o per cura dalle corti Europee durerà fino alla prima guerra mondiale. (Lo zar voleva l'acqua dei Bagni e i “problemi” della regina Vittoria venivano curati con l'acqua delle Docce Basse.)
Nel Rinascimento la nobiltà lucchese cominciò a costruire delle residenze estive presso le terme, che la Repubblica requisiva per gli ospiti illustri (sovrani, papi e cardinali).
Grazie al nuovo clima politico e al lungo periodo di pace che la Repubblica garantì dal XVI secolo al 1799, da tutta l'Europa continuò l'afflusso di ospiti illustri che trovavano un clima mite e un'accoglienza squisita. I Bagni di Lucca divennero così capitale estiva e fiore all'occhiello dello stato lucchese.
La località fu descritta abbondantemente dal Montaigne che vi soggiornò più volte, e decantata dai grandi Falloppio e Redi, i medici più famosi del tempo, che la descrissero come un paradiso terrestre.
Il grande sviluppo delle terme e la forma attuale del paesaggio sono stati plasmati dalla volontà di Elisa Bonaparte Baciocchi che, divenuta principessa di Lucca e Piombino, durante il suo breve regno (1805-1814) determinò una svolta internazionale dei Bagni di Lucca elevandola a capitale estiva, con un grandissimo afflusso di ospiti internazionali. A lei si deve la ristrutturazione degli stabilimenti termali, realizzati dai più famosi architetti del tempo, il Marracci e il Sanbuchy per nominarne appena due.
Con la ristrutturazione delle terme e l'ammodernamento delle cure sorgono una notevole quantità di alberghi, per ospitare ospiti sempre più eterogenei, e alla fine dell'Ottocento si conteranno ben ottanta licenze tra alberghi pensioni o affittacamere.
La restaurazione con i Borbone, e soprattutto col ducato di Carlo Ludovico dal 1826 al 1847 proietterà Bagni di Lucca a stazione turistico-termale di prima importanza in Europa.
Il nuovo casinò fu inaugurato nel 1839; seguirono la costruzione della prima chiesa Anglicana in Italia (1840), il cimitero inglese (1842), il Club des Anglais (1840, altra casa da gioco in funzione fino alla grande guerra, dove si giocava in moneta inglese o francese) portarono una nutritissima colonia Britannica che descriveva la Val di Lima come Svizzera della Toscana.
La costruzione a Bagni di Lucca di un Teatro Accademico (1790), di un Circolo dei Forestieri (Casa da gioco invernale e luogo di ritrovo del bel mondo), davano la possibilità di trascorrere spensieratamente i periodi di cura o villeggiatura.
Con la cessione del Ducato di Lucca al Granduca nel 1847 inizia un lentissimo decadimento, accelerato con l'unità d'Italia e la perdita di tutti quei vantaggi derivanti dall'essere la capitale estiva di uno stato e non solamente un Comune capoluogo.
Nel 1885 circa con i primi apparecchi Ganz Bagni di Lucca è pioniera nel campo dell'applicazione dell'elettricità quando «fu fatta l'illuminazione di due grandi alberghi a Lucerna» e, appunto, a Bagni di Lucca. La prima grande distribuzione a livello cittadino si ebbe, invece, a Roma nel 1886.
Tra il giugno e il luglio del 1910 nacque a Bagni di Lucca la prima associazione scout sorta in Italia, i R.E.I. (Ragazzi Esploratori Italiani), fondati dal baronetto inglese Sir Francis Vane e dal Maestro Remo Molinari.
L'attività scout è ripresa dopo un'interruzione di diversi decenni nel 2006, con la locale sezione del CNGEI. Il Reparto ha segnato una simbolica continuità col gruppo di 100 anni prima, stabilendo la sede nella stazione FS di Bagni di Lucca. Questa continuità si è interrotta con la decisione da parte dell'Amministrazione Comunale di sfrattare gli scout dalla stazione, assunta con delibera dell'11 novembre 2014.
Dopo il periodo delle due guerre mondiali, nel 1953 si ebbe la chiusura del Casinò, che era stato edificato «in stile neoclassico». L'edificio venne poi « restaurato e riaperto al pubblico come Museo del Casinò» in una zona che ospita le rinomate sorgenti termali.
Recenti studi geochimico-isotopici hanno evidenziato: i) l'interazione dell'acqua con le rocce evaporitiche triassiche, ii) un possibile circuito sotterraneo fino a profondità pari a circa 3 km, iii) temperature e pressioni profonde pari rispettivamente a 70-75 °C e 200-300 bar.

#### Gli edifici termali
Stabilimento Jean Varraud: unico in funzione con acqua a 54 °C, grotte a vapore, fangoterapia, idromassaggio, inalazioni, e cure estetiche, sede della prima casa da gioco del mondo, ove la roulette ha girato per la prima volta in Europa.
Stabilimento delle Docce Basse: sorgenti da 42 a 46 °C, ora in disuso, dove, nel tardo Medioevo, si curavano con docce le patologie, il che per l'epoca costituiva una novità assoluta. Qui Falloppio scoprì il funzionamento delle tube di Falloppio, e la leggenda narra che...“Se vuoi che la tua donna resti pregna mandala al Bagno e tu non ci venga” e che la sorgente denominata “Disperata” curasse quelle patologie che altrimenti curava il becchino.
Stabilimento dell'Ospedale Demidoff: con acqua a 46 °C, fu costruito dai Principi Demidoff nel 1828 come ospedale per i poveri. Oggi è sede di un centro di medicina olistica.
Stabilimento Bernabò: con acqua a 40,1 °C, straordinaria per la cura di tutti i problemi della pelle. Nel 1510 un tale Bernabò da Pistoia, uomo ricco ma con una malattia orrenda alla pelle, si immerse in quella sorgente dove i paesani portavano gli animali malati a guarire e ne uscì guarito. Bernabò edificò a sue spese questo stabilimento che porta il suo nome. Certo è che la nobiltà europea veniva a togliersi i segni del vaiolo al Bernabò.
Restaurato da Elisa nel 1812 su progetto del Sanbuchy era considerato lo stabilimento con il più bel panorama d'Italia.
Bagno S. Giovanni: con sorgenti a 38 °C, è citato per la prima volta come edificio già esistente nel 1307. Così chiamato per la tradizione popolare di andare a bagnarsi per la ricorrenza del Santo. La sorgente molto copiosa alimentava 6 vasche adibite alla cura di varie categorie di persone: i Cavalieri, i Cittadini, le Donne, gli Ebrei, e infine i servitori. Non dovevano essere molto capienti perché alcuni scrittori scrivono che si immergevano 50 persone per volta. Vi si beveva e imbottigliava l'acqua dal XIV secolo al dopoguerra. Qui Heine fu ispirato la sua famosa pagina dei Reisebilder.
Bagno alla Villa: con acque a 39 °C, restaurato ad opera della Repubblica nel 1376. Bertini (direttore dei Bagni), dopo un successivo restauro, nel 1471 volle far apporre in facciata una lapide di marmo dove indicava tutte le cure fatte all'interno dello stabilimento, la prima descrizione pubblicitaria delle terme al mondo. Frequentato dal Montaigne che vi curò la sua calcolosi renale orinando 36 calcoli della dimensione di una piccola oliva. Tra i frequentatori illustri vi fu anche Letizia Ramolino, madre di Napoleone, ricordata per la sua tirchieria (voleva che il fornaio ritirasse il pane secco e lo sostituisse con quello fresco).
Bagno Cardinali: con acqua a 37,1 °C detta sorgente alla Cova (citata per la prima volta solo nel 1775), usata anche oggi come soluzione a tutti quei problemi di digestione, indicata a far "digerire anche i sassi", come dicono i paesani. Prima era denominato Bagno Gualoppino (citato già nel 1292) perché vi si portavano ad abbeverare e curare i cavalli.
Costruito come nuovo stabilimento da un certo Cardinali nel 1858 nei pressi del Regio Casinò, unico stabilimento privato in funzione fino al 1921, è stato poi adibito ad abitazione privata.

#### I frequentatori delle terme
Tra i vari poeti che hanno frequentato Bagni di Lucca vi è Dante, che passò per Montefegatesi per fuggire ai sicari fiorentini e, attraversando l'Orrido di Botri, si ispirò all'inferno.
Richard Church nel 1958 scrisse la lirica Bagni di Lucca, ispirato alle bellezze naturali e all'efficacia delle sorgenti termali:
Tra gli avvenimenti curiosi avvenuti ai Bagni di Lucca, bisogna notare il Passaggio di Annibale, che si recava a combattere Roma protetto dai Liguri, il quale, nel fermarsi alla confluenza tra Lima e Serchio, decise che vi fossero edificati dei forni tanto per panificare che per costruire armi. (leggenda della fondazione di Fornoli).
Sia il Boccaccio che il novellista Sercambi ambientano una novella alle terme dei Bagni di Lucca.
Tra il cinquecento e il periodo Napoleonico è un continuo arrivo di ospiti "stranieri" compresi vari sovrani.
Qui la Granduchessa Della Rovere venne a curare la sua sterilità, accompagnata da Falloppio, guarendo totalmente dai suoi problemi.
Con l'arrivo dei francesi, e la corte a Bagni di Lucca, inizia la tradizione dei carri carnevaleschi tra Villa e Ponte, e il teatro di Bagni di Lucca accoglie le "prime" delle opere che vengono recitate in Italia, tradizione poi mantenuta più in piccolo, fino al dopoguerra. Famose tra queste le commedie recitate da Totò.
Metternich, dopo il congresso di Vienna, venne a passare le acque in compagnia di sette sovrani tedeschi (chiamati dagli anziani del luogo "i 7 re").
Le Terme sono state inoltre luogo di ispirazione sia per poeti come Byron, Shelley, Heine, Lamartine, Quida, Giacosa, Tosti, Carducci, Montale o compositori come: Rossini, Verdi, Puccini, Mascagni, solo per citarne alcuni.

## Primati singolari

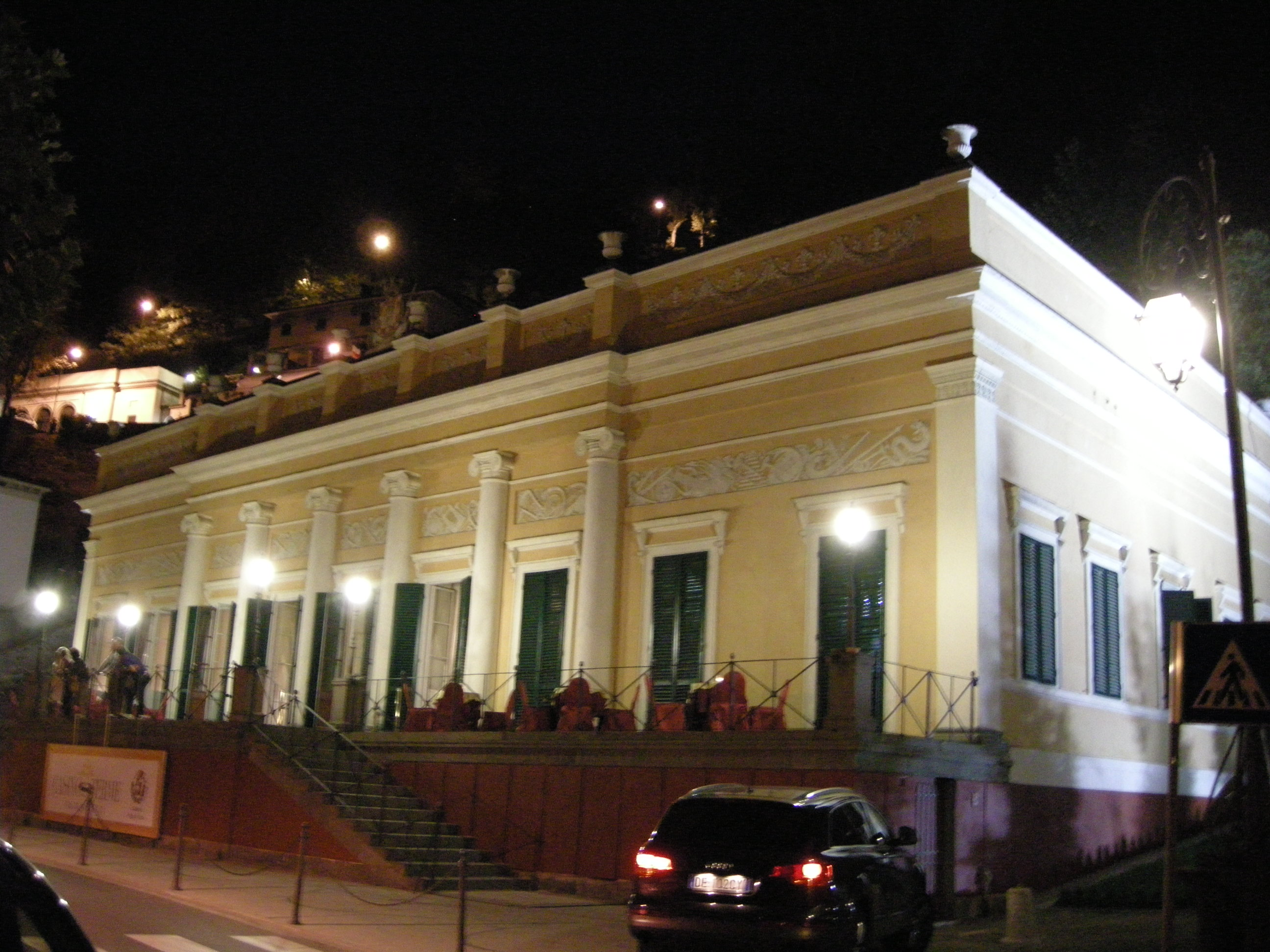
Il Casinò di Bagni di Lucca, riaperto ad agosto 2009

- Il Casinò, prima casa da gioco del mondo, “apripista” per tutte le altre case da gioco europee, e la costruzione del Regio Casinò (1837-1839), prima casa da gioco europea non all'interno delle terme[non chiaro].
- La roulette del Casinò delle Terme, di cui si parla in Europa per la prima volta in epoca prenapoleonica.
- La prima chiesa Anglicana (1840)[in che senso la prima? In Italia?]
- La prima illuminazione pubblica ad elettricità in Italia (1886)
- La fondazione del movimento scout in Italia (1910)
- Il primo Casinò automatizzato[non chiaro] d'Italia, riaperto l'8 agosto 2009

## Stemma
Caso unico nella zona, lo stemma comunale riprende in modo fedele la simbologia dell'antica Repubblica di Lucca. Lo stemma risulta dunque diviso in quattro quarti riportanti lo scudo azzurro con il motto Libertas (riproducente l'antica bandiera di stato e mercantile della Repubblica in uso fino al 1799) e la balzana bianco rossa (simbolo del comune medievale di Lucca). Molto probabilmente all'atto dell'unità d'Italia si volle riprodurre uno degli stemmi che campeggiavano sugli statuti della vicaria di Val di Lima, che a Bagni aveva il suo capoluogo.

## Monumenti e luoghi d'interesse

### Architetture civili
- Villa Ada
- Monumento ai Caduti

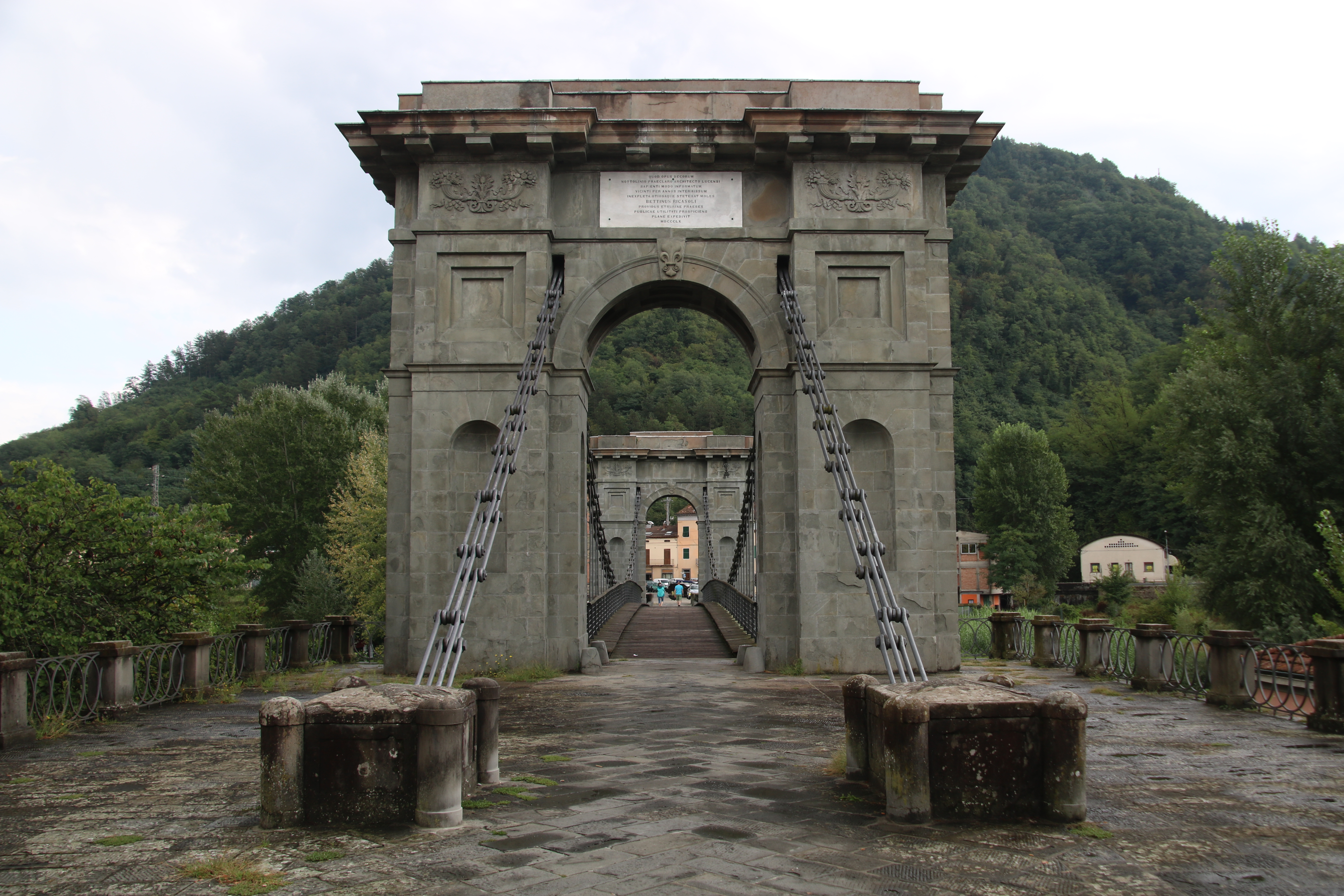
Il Ponte delle Catene progettato da Lorenzo Nottolini e costruito nel 1860.

- Regio Casinò, primo casinò d'Italia, costruito nel 1838-39.
- Villa Fiori
- Ponte delle Catene, commissionato da Carlo Ludovico all'Architetto Lorenzo Nottolini nel 1840, finito nel 1860.
- L'ospedale, realizzato tra il 1826 e il 1828, dal principe russo Niccolò Demidoff.
- Palazzo Buonvisi
- Teatro Accademico, realizzato nel 1790 e restaurato nel 1986.
- Palazzo del Circolo dei Forestieri, ricostruito nell'attuale forma nel 1923-24.Circolo riservato ai frequentatori dei Bagni di Lucca, fino dal 1912 sede di un casinò frequentato durante il periodo fascista da Edda Ciano e da alti gerarchi. Chiuso al gioco nel 1953, oggi è sede di un ristorante e di alcune associazioni.
- Villa Reale, voluta come reggia estiva da Elisa Baciocchi, principessa di Lucca-Piombino, fu costruita tra il 1811 e il 1812, incorporando una precedente villa dei conti Orsetti; passata di proprietà ai Borboni, duchi di Lucca, fu usata come reggia estiva dal 1817 al 1847, fino alla vendita ai marchesi Maurigi.

### Architetture religiose
- Cappella Demidoff
- Chiesa anglicana, realizzata nel 1800 su iniziativa dei coniugi Stisted
- Cimitero inglese, realizzato su iniziativa dei coniugi Stisted, venne aperto nel 1842
- Chiesa di Santa Maria della Neve a Bagno alla Villa (o chiesa del Principe)
- Chiesa di San Martino ai Bagni Caldi
- Chiesina degli Alpini
- Chiesa di San Pietro e Paolo di Fornoli
- Chiesa di Santo Stefano di Bargi a Bargi
- Chiesa di Santa Maria a Benabbio
- Chiesa di Santa Maria Assunta in Brandeglio a Brandeglio
- Chiesa dei Santi Quirico e Giulitta a Casabasciana
- Chiesa di San Pietro a Corsena a Corsena
- Chiesa dei Santi Jacopo e Frediano a Crasciana
- Chiesa di San Michele a Granaiola
- Chiesa del Santissimo Crocifisso (Ponte a Serraglio) a Ponte a Serraglio
- Oratorio di Santa Maria Assunta del Murrotto a Casabasciana
- Chiesa di San Cassiano di Controni a San Cassiano di Controni
- Pieve di San Paolo (Vico Pancellorum) a Vico Pancellorum
- Chiesa di San Frediano a Montefegatesi

## Geografia antropica

### Frazioni
Il territorio comunale comprende, oltre al capoluogo comunale Bagni di Lucca-Villa, altre ventiquattro frazioni.
- Bagni Caldi (214 m s.l.m.)
- Benabbio (417 m s.l.m., 295 abitanti)
- Brandeglio (629 m s.l.m., 50 abitanti)
- Casabasciana (572 m s.l.m., 128 abitanti)
- Casoli (500 m s.l.m., 37 abitanti)
- Cocciglia (241 m s.l.m., 100 abitanti)[11]
- Crasciana (799 m s.l.m., 108 abitanti)
- Fabbriche di Casabasciana (202 m s.l.m., 146 abitanti)
- Fornoli (120 m s.l.m., 1 000 abitanti)[11]
- Granaiola (416 m s.l.m., 73 abitanti)
- Isola (300 m s.l.m., 87 abitanti)
- Limano (538 m s.l.m., 78 abitanti)
- Lucchio (670 m s.l.m., 33 abitanti)
- Lugliano (401 m s.l.m., 175 abitanti)
- Montefegatesi (842 m s.l.m., 168 abitanti)
- Monti di Villa (663 m s.l.m., 38 abitanti)
- Palleggio (241 m s.l.m., 150 abitanti)[11]
- Pieve di Monti di Villa (476 m s.l.m., 65 abitanti)
- Pieve di Controni (465 m s.l.m., 91 abitanti)
- Ponte a Serraglio (126  m s.l.m., 350 abitanti)[11]
- San Cassiano (522 m s.l.m., 289 abitanti)
- San Gemignano (532 m s.l.m., 130 abitanti)
- Val Fegana (125 m s.l.m., 78 abitanti)
- Vico Pancellorum (630 m s.l.m., 108 abitanti)

### Altre località del territorio
Altre località notevoli situate nel territorio comunale di Bagni di Lucca sono i centri abitati di Cevoli, Colle, Corsena, Giardinetto, Gombereto, Granaiola di Val Fegana, Guzzano, Longoio, Lugnano, Mobbiano, Pian dei Berci, Pian di Ospedaletto, Pian Grande, Ponte Maggio, Riolo, Sala, Scesta, Vettaglia e Zato.

## Sport
- A Bagni di Lucca era presente la squadra di calcio femminile Bagni di Lucca che ha militato sino alla Serie C.
- La squadra di calcio Maschile di Bagni di Lucca, ha cessato di esistere dalla stagione 2015-2016 nel campionato di Promozione girone A della Toscana cedendo il suo titolo sportivo al Ponte a Moriano calcio. Termina, così, dopo 47 anni ininterrotti di attività e 106 anni di vita, questa nuova avventura rossoblù. La società termale, fondata nel 1910, ha toccato il suo massimo storico nel 1954-55 militando nella QUARTA SERIE.
- La squadra di calcio Maschile Atletico Fornoli partecipa al Campionato di Prima Categoria girone A della Toscana.
- Il Tennis Club Bagni di Lucca (chiamato storicamente anche TC Mirafiume) ha mantenuto dal 2013 al 2017 la propria squadra in serie C, arrivando in due occasioni agli spareggi nazionali per la promozione in serie B.
- La città ha dato i natali alle tenniste Jasmine Paolini, Jessica Pieri e Tatiana Pieri, che hanno mosso i primi passi su un campo da tennis al TC Mirafiume.

## Amministrazione
- Classificazione sismica: zona 2 (sismicità media), Ordinanza PCM 3274 del 20/03/2003 e successive modificazioni
- Classificazione climatica: zona E, 2227 GR/G
- Diffusività atmosferica: bassa, Ibimet CNR 2002

Di seguito è presentata una tabella relativa alle amministrazioni che si sono succedute in questo comune.
| Periodo          | Periodo          | Primo cittadino            | Partito                                             | Carica              | Note   |
| ---------------- | ---------------- | -------------------------- | --------------------------------------------------- | ------------------- | ------ |
| 10 agosto 1985   | 5 febbraio 1990  | Alessandro Garibotti       | Partito Socialista Italiano                         | Sindaco             | [ 12 ] |
| 6 febbraio 1988  | 11 agosto 1990   | Giovanni Domenico Iacomini | Democrazia Cristiana                                | Sindaco             | [ 12 ] |
| 16 agosto 1990   | 24 aprile 1995   | Carlo Bruschini            | Partito Socialista Italiano                         | Sindaco             | [ 12 ] |
| 24 aprile 1995   | 14 giugno 1999   | Stefano Giulio Balleri     | Lega Nord                                           | Sindaco             | [ 12 ] |
| 14 giugno 1999   | 14 giugno 2004   | Antonio Contrucci          | centro-destra                                       | Sindaco             | [ 12 ] |
| 14 giugno 2004   | 1º febbraio 2007 | Antonio Contrucci          | centro-destra: libertà                              | Sindaco             | [ 12 ] |
| 23 febbraio 2007 | 29 maggio 2007   | Sabatina Antonelli         |                                                     | Comm. straordinario | [ 12 ] |
| 29 maggio 2007   | 7 maggio 2012    | Giancarlo Donati           | centro-destra                                       | Sindaco             | [ 12 ] |
| 7 maggio 2012    | 11 giugno 2017   | Massimo Adriano Betti      | lista civica: progetto rinascimento                 | Sindaco             | [ 12 ] |
| 11 giugno 2017   | 12 giugno 2022   | Paolo Michelini            | lista civica: uniti per cambiare                    | Sindaco             | [ 12 ] |
| 13 giugno 2022   | in carica        | Paolo Michelini            | lista civica di centro-sinistra Per Guardare Avanti | Sindaco             | [ 12 ] |

### Gemellaggi
- Longarone

## Infrastrutture e trasporti
Bagni di Lucca è attraversata della strada regionale 445 della Garfagnana, dalla strada statale 12 dell'Abetone e del Brennero e da alcune strade provinciali sulle quali sono svolte autocorse in servizio pubblico a cura di Autolinee Toscane.
È inoltre presente una stazione ferroviaria, servita dalle corse effettuate da Trenitalia che percorrono la ferrovia Lucca-Aulla nell'ambito del contratto di servizio con la Regione Toscana.

## Società

### Evoluzione demografica
Abitanti censiti

### Etnie e minoranze straniere
Secondo i dati ISTAT al 31 dicembre 2010 la popolazione straniera residente era di 728 persone.
Le nazionalità maggiormente rappresentate in base alla loro percentuale sul totale della popolazione residente erano:
- Romania 210 3,22%
- Regno Unito 101 1,55%
- Marocco 72 1,10%